# Діокл Каристський
Діокл Каристський (відомий ще як Діокл Медик; IV ст. до н. е.) — визначний давньогрецький лікар.

## Життєпис
Народився у м. Кариста (острів Евбея). За часом жив відразу за відомим лікарем Гіппократом. Замолоду переїхав до Афін. Тут ймовірно вивчав принципи медичної науки, складені Гіппократом. Свого часу був досить відомим та популярним. Діокл належав до медичного гуртка догматиків, був практикуючим лікарем, написав кілька медичних творів. Його найважливіші роботи торкалися практичної медицини, особливо дієти та харчування. Він також написав перший систематичний підручник з анатомії тварин. Згідно з деякими джерелами Діокл був першим, хто використав термін «анатомія». 
Згідно з Діоклом здоров'я вимагає розуміння природи Всесвіту та її зв'язку з людиною. Він підкреслював, що нерви є каналами відчуттів, а втручання в них призводить до хвороб. Тому, щоб вилікувати хворого треба відновити попередній стан. Також Діокл склав працю, присвячену лікарським травам, лікуванню за їхньою допомогою, різним протиотрутам.
Працями Діокла користувалися Гален, Авреліан.